# August Wetzler
August Wetzler (* 1812; † 1881) war Apotheker in Günzburg in Bayern (Obere Apotheke 1865–1881). Neben seinem Beruf hat er sich in der Fachwelt einen Namen als Fossiliensammler und Erforscher der Geologie und Botanik seiner Heimat gemacht.

## Leben
Die Formationen des Juras und der Molasse im schwäbischen Raum, waren A. Wetzlers bevorzugtes Forschungsgebiet. Er verstand seine Tätigkeit als „Beiträge zur Kunde des heimischen Bodens“ und als „Anregung zu ferneren Forschungen in anderwärtigen Theilen des Regierungsbezirkes“.
Neben seinen u. g. Werken waren offenbar weitere Schriften geplant, sind aber mangels zeitlicher Möglichkeiten nie zur Ausführung gekommen. Zahlreiche seiner Funde sind jedoch wissenschaftlich bearbeitet und beschrieben worden. Dies ist auch schon für damalige Verhältnisse überaus erwähnenswert, hat August Wetzler doch sowohl einige finanzielle Mittel in seine Passion investiert, als auch den Kontakt zu bekannten Forschern seiner Zeit nicht gescheut und ihnen seine Stücke großzügig zu wissenschaftlichen Untersuchungen überlassen.

## Ehrungen
Gewürdigt wurde sein Engagement für diesen Wissenschaftszweig und insbesondere sein hohes Verantwortungsgefühl für seine Funde sowie sein Verständnis für die fossile Überlieferung seines Gebietes durch die Benennung folgender neu erkannter Arten:
- Spirematospermum wetzleri – dem Samen eines Bananen-Gewächses
- Unio wetzleri – einer Muschelart
- Melania wetzleri – einer Schneckenart
- Heteromyoxus wetzleri – einer Schlafmaus
- Schizotherium wetzleri – einem pflanzenfressenden Wirbeltier

Von botanischen Studien kündet sein Herbarium, das in den 1950er Jahren von Dr. Hans Doppelbaur bearbeitet wurde.
Ihm zu Ehren wird vom Heimatmuseum Günzburg, dem Naturmuseum Augsburg und der an beiden Institutionen tätigen Paläobotanisch-Biostratigraphischen Arbeitsgruppe „zum Dank und als Anerkennung für herausragende Tätigkeiten auf dem Gebiet der Geowissenschaft an versierte Privatpersonen“ alljährlich die „August-Wetzler-Medaille“ verliehen.

## Veröffentlichungen
- Ueber den Jura und die Molasse in der Umgegend von Günzburg. In: Bericht des Naturhistorischen Vereins in Augsburg. 10, 1857, S. 23–59.
- Der Süßwasserkalk bei Thailfingen im königl. bayer. Landgerichte Neu-Ulm. In: Bericht des Naturhistorischen Vereins in Augsburg. 12, 1859, S. 119–124.